# Arnold Schwarzenegger-filmográfia

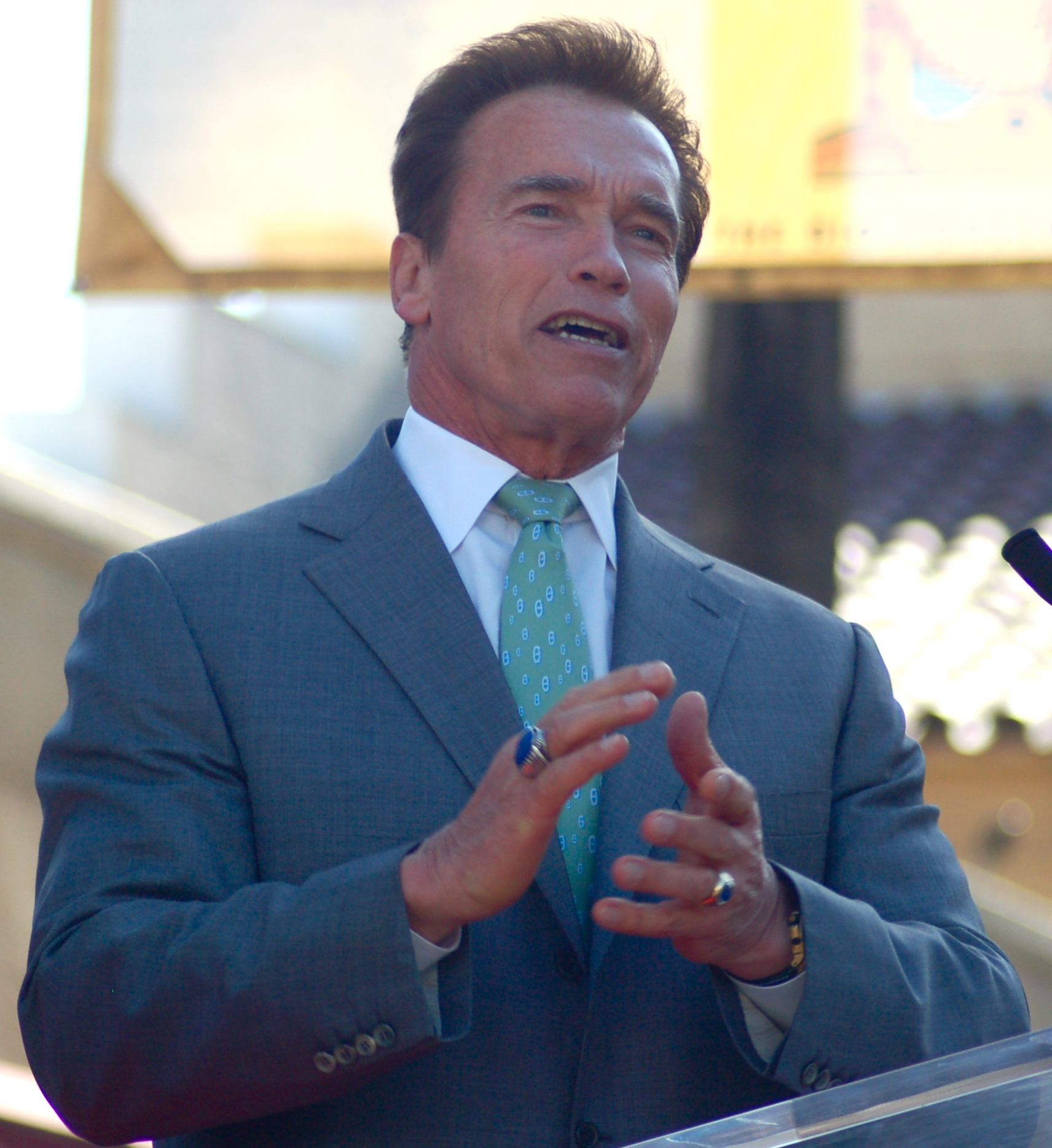
Schwarzenegger egy ünnepélyen, 2009 decemberében

Arnold Schwarzenegger osztrák származású amerikai színész, visszavonult profi testépítő, politikus.
Színészi pályafutását kisebb filmszerepekben kezdte, első szereplésekor még Arnold Strong néven. Schwarzenegger ezidáig több mint harminc filmben tűnt fel, de a rendezésbe és a produceri feladatkörbe is belekóstolt. A színész többségében sci-fi- és akciófilmekben, valamint filmvígjátékokban látható. Színészként leggyakoribb magyar szinkronhangja Gáti Oszkár, illetve Reviczky Gábor.
Schwarzenegger két filmes franchise-ban főszereplő; ő alakítja Conant a Conan-filmekben, illetve a Terminátort a Terminátor-sorozatban. Ismertebb szerepei közé tartozik még Dutch Schaefer őrnagy (Ragadozó), Ben Richards (A menekülő ember), Douglas Quaid (Total Recall – Az emlékmás) és Harry Tasker (True Lies – Két tűz között) megformálása. Miután 2003-ban Kalifornia kormányzójává választották, Schwarzenegger szüneteltette színészi munkásságát, de egy-egy cameoszerep erejéig több filmben is vállalt szerepléseket. Legutóbbi ilyen jellegű alakítását a The Expendables – A feláldozhatók című filmben nyújtotta, amelyet 2010-ben mutattak be. 2011. február 11-én Schwarzenegger bejelentette, hogy ismét visszatér a filmezéshez; 2012-ben szerepet kapott a The Expendables – A feláldozhatók 2. című filmben, 2013-ban pedig az Erőnek erejével és a Szupercella című filmekben volt látható. 2015-ben a Terminátor-sorozat újabb folytatásában, a Terminátor: Genisys-ben ismét Terminátorként tűnt fel, valamint szerepelt a Maggie – Az átalakulás című posztapokaliptikus drámában.
Filmes munkássága elismeréseként a színész több díjat, illetve jelölést kapott; egyik első filmjéért (Maradj éhen!) elnyerte a legjobb színészi debütálásért járó Golden Globe-díjat. További jelöléseket kapott a Terminátor 2. – Az ítélet napja, a Junior és a Két tűz között című filmekben nyújtott alakításáért. A Box Office Mojo elnevezésű, a filmek jegyeladási statisztikáival foglalkozó weboldal szerint Schwarzenegger filmes szerepléseivel eddig összesen több mint 1,7 milliárd dolláros bevételt termelt az Egyesült Államokban (ez filmenként átlagosan körülbelül 71 millió dollárt jelent), világviszonylatban pedig 3,8 milliárd dollárt. A The Numbers, egy másik hasonló témájú weboldal számításai alapján a színész több mint 4,5 milliárd dolláros bevételt ért el filmjeivel világszerte.

## Filmográfia

### Film
| Év   | Magyar cím                           | Eredeti cím                        | Szerep                                   | Magyar hang           | Rendező                |
| ---- | ------------------------------------ | ---------------------------------- | ---------------------------------------- | --------------------- | ---------------------- |
| 1970 | Herkules New Yorkban                 | Hercules in New York               | Hercules (Arnold Strong néven)           | Viczián Ottó          | Arthur Allan Seidelman |
| 1973 | A hosszú búcsú                       | The Long Goodbye                   | Augustine embere (cameo)                 | nem szólal meg        | Robert Altman          |
| 1976 | Maradj éhen!                         | Stay Hungry                        | Joe Santo                                | Bognár Tamás          | Bob Rafelson           |
| 1976 | Maradj éhen!                         | Stay Hungry                        | Joe Santo                                | Haagen Imre           | Bob Rafelson           |
| 1977 | Acélizom                             | Pumping Iron                       | önmaga                                   | Csík Csaba Krisztián  | George Butler          |
| 1977 | Acélizom                             | Pumping Iron                       | önmaga                                   | Csík Csaba Krisztián  | Robert Fiore           |
| 1979 | Kaktusz Jack                         | The Villain                        | Jóképű idegen                            | Megyeri János         | Hal Needham            |
| 1979 |                                      | Scavenger Hunt                     | Lars                                     |                       | Michael Schultz        |
| 1982 | Conan, a barbár                      | Conan the Barbarian                | Conan                                    | Zágoni Zsolt          | John Milius            |
| 1982 | Conan, a barbár                      | Conan the Barbarian                | Conan                                    | Széles Tamás          | John Milius            |
| 1984 | Conan, a pusztító                    | Conan the Destroyer                | Conan                                    | Széles Tamás          | Richard Fleischer (1.) |
| 1984 | Terminátor – A halálosztó            | The Terminator                     | Terminátor (T-800/101)                   | Gáti Oszkár           | James Cameron (1.)     |
| 1985 | Vörös Szonja                         | Red Sonja                          | Lord Kalidor                             | Gáti Oszkár           | Richard Fleischer (2.) |
| 1985 | Vörös Szonja                         | Red Sonja                          | Lord Kalidor                             | Bede-Fazekas Szabolcs | Richard Fleischer (2.) |
| 1985 | Kommandó                             | Commando                           | John Matrix ezredes                      | Gáti Oszkár           | Mark L. Lester         |
| 1986 | Piszkos alku                         | Raw Deal                           | Mark Kaminsky seriff / Joseph P. Brenner | Vass Gábor            | John Irvin             |
| 1987 | Ragadozó                             | Predator                           | Alan 'Dutch' Schaeffer őrnagy            | Gáti Oszkár           | John McTiernan (1.)    |
| 1987 | A menekülő ember                     | The Running Man                    | Benjamin A. "Ben" Richards               | Vass Gábor            | Paul Michael Glaser    |
| 1988 | Vörös zsaru                          | Red Heat                           | Ivan Danko százados                      | Gáti Oszkár           | Walter Hill            |
| 1988 | Ikrek                                | Twins                              | Julius Benedict                          | Tordy Géza            | Ivan Reitman (1.)      |
| 1990 | Total Recall – Az emlékmás           | Total Recall                       | Douglas Quaid / Carl Hauser              | Reviczky Gábor        | Paul Verhoeven         |
| 1990 | Ovizsaru                             | Kindergarten Cop                   | John Kimble nyomozó                      | Gáti Oszkár           | Ivan Reitman (2.)      |
| 1990 | Ovizsaru                             | Kindergarten Cop                   | John Kimble nyomozó                      | Schneider Zoltán      | Ivan Reitman (2.)      |
| 1991 | Terminátor 2. – Az ítélet napja      | Terminator 2: Judgment Day         | Terminátor (T-800/101)                   | Gáti Oszkár           | James Cameron (2.)     |
| 1993 | Dave                                 | Dave                               | önmaga (cameo)                           |                       | Ivan Reitman (3.)      |
| 1993 | Beretta szigete                      | Beretta's Island                   | önmaga (cameo)                           |                       | Michael Preece         |
| 1993 | Az utolsó akcióhős                   | Last Action Hero                   | Jack Slater nyomozó / önmaga / Hamlet    | Reviczky Gábor        | John McTiernan (2.)    |
| 1994 | Junior                               | Junior                             | Dr. Alexander "Alex" Hesse               | Gáti Oszkár           | Ivan Reitman (4.)      |
| 1994 | True Lies – Két tűz között           | True Lies                          | Harry Tasker                             | Gáti Oszkár           | James Cameron (3.)     |
| 1996 | Hull a pelyhes                       | Jingle All the Way                 | Howard Langston                          | Reviczky Gábor        | Brian Levant           |
| 1996 | Végképp eltörölni                    | Eraser                             | John 'Eltörlő' Kruger rendőrbíró         | Reviczky Gábor        | Chuck Russell          |
| 1997 | Batman és Robin                      | Batman & Robin                     | Dr. Victor Fries / Mr. Jégcsap           | Reviczky Gábor        | Joel Schumacher        |
| 1999 | Ítéletnap                            | End of Days                        | Jericho Cane                             | Reviczky Gábor        | Peter Hyams            |
| 2000 | A hatodik napon                      | The 6th Day                        | Adam Gibson / Adam Gibson klónja         | Gáti Oszkár           | Roger Spottiswoode     |
| 2001 | Dr. Dolittle 2.                      | Dr. Dolittle 2                     | Fehér farkas (hangja)                    | Rosta Sándor          | Steve Carr             |
| 2002 | Az igazság nevében                   | Collateral Damage                  | Gordon "Gordy" Brewer százados           | Gáti Oszkár           | Andrew Davis           |
| 2003 | Terminátor 3. – A gépek lázadása     | Terminator 3: Rise of the Machines | Terminátor (T-850/101)                   | Gáti Oszkár           | Jonathan Mostow        |
| 2003 | Az Amazonas kincse                   | The Rundown                        | férfi a bárban (cameo)                   | Orosz István          | Peter Berg             |
| 2004 | 80 nap alatt a Föld körül            | Around the World in 80 Days        | Hapi herceg (cameo)                      | Reviczky Gábor        | Frank Coraci           |
| 2005 | A gyerek, meg én                     | The Kid & I                        | önmaga (cameo)                           | Reviczky Gábor        | Penelope Spheeris      |
| 2006 | Verdák                               | Cars                               | Sven (hangja)                            | Faragó András         | John Lasseter          |
| 2009 | Terminátor: Megváltás                | Terminator Salvation               | Terminátor (CGI cameo)                   | Nem szólal meg        | McG                    |
| 2010 | The Expendables – A feláldozhatók    | The Expendables                    | Trent "Trench" Mauser (cameo)            | Reviczky Gábor        | Sylvester Stallone     |
| 2012 | The Expendables – A feláldozhatók 2. | The Expendables 2                  | Trent "Trench" Mauser                    | Reviczky Gábor        | Simon West             |
| 2013 | Erőnek erejével                      | The Last Stand                     | Ray Owens sheriff                        | Gáti Oszkár           | Ji-woon Kim            |
| 2013 | Szupercella                          | Escape Plan                        | Emil Rottmayer / Victor X. Mannheim      | Reviczky Gábor        | Mikael Håfström        |
| 2014 | Szabotázs                            | Sabotage                           | John "Zúzó" Wharton                      | Reviczky Gábor        | David Ayer             |
| 2014 | The Expendables – A feláldozhatók 3. | The Expendables 3                  | Trent "Trench" Mauser                    | Reviczky Gábor        | Patrick Hughes         |
| 2015 | Maggie – Az átalakulás               | Maggie                             | Wade Vogel                               | Gáti Oszkár           | Henry Hobson           |
| 2015 | Terminátor: Genisys                  | Terminator: Genisys                | Terminátor (T-800/101) / Oltalmazó       | Gáti Oszkár           | Alan Taylor            |
| 2017 | Utóhatás                             | Aftermath / 478                    | Roman Melnik                             | Gáti Oszkár           | Elliott Lester         |
| 2017 | Nyírjuk ki Gunthert                  | Killing Gunther                    | Robert "Gunther" Bendik                  | Gáti Oszkár           | Taran Killam           |
| 2019 | A sárkánypecsét rejtélye             | Viy 2: Journey to China            | James Hook                               | Várkonyi András       | Oleg Sztepcsenko       |
| 2019 | Terminátor: Sötét végzet             | Terminator: Dark Fate              | Terminátor (T-800/101) / Carl            | Gáti Oszkár           | Tim Miller             |
| 2023 | Sly                                  | Sly                                | önmaga                                   | Schneider Zoltán      | Thom Zimny             |

### Televízió
Színészi pályafutásának kezdetén Schwarzenegger számos televíziós sorozatban töltött be kisebb szerepeket. Az alábbi táblázat ezeket a szerepeket mutatja be. Nem részletezi a színész beszélgetős műsorokban, interjúkban és egyéb kapcsolódó médiumokban való megjelenéseit.
| Év        | Magyar cím                  | Eredeti cím                   | Szerep                                     | Megjegyzések                                                                 |
| --------- | --------------------------- | ----------------------------- | ------------------------------------------ | ---------------------------------------------------------------------------- |
| 1974      |                             | Happy Anniversary and Goodbye | Rico (cameo)                               | tévéfilm                                                                     |
| 1977      | San Francisco utcáin        | The Streets of San Francisco  | Josef Schmidt                              | 1 epizód                                                                     |
| 1977      |                             | The San Pedro Beach Bums      | izomember                                  | 1 epizód                                                                     |
| 1980      |                             | The Jayne Mansfield Story     | Mickey Hargitay                            | tévéfilm                                                                     |
| 1990      | Mesék a kriptából           | Tales from the Crypt          | X-Con (cameo)                              | rendező (1 epizód)                                                           |
| 1992      | Karácsony Connecticutban    | Christmas in Connecticut      | férfi a székben (cameo)                    | tévéfilm rendezője                                                           |
| 1992      |                             | Lincoln                       | John George Nicolay (hangja)               | tévéfilm                                                                     |
| 2002–2003 |                             | Liberty's Kids                | Friedrich Wilhelm von Steuben (hangja)     | 2 epizód                                                                     |
| 2014–2016 | Pusztuló jelen, vészes jövő | Years of Living Dangerously   | önmaga                                     | - 2 epizód - vezető producer (17 epizód)                                     |
| 2015      | Két pasi – meg egy kicsi    | Two and a Half Men            | Wagner főhadnagy                           | vendégszereplő (1 epizód)                                                    |
| 2017      |                             | The New Celebrity Apprentice  | önmaga                                     | - szereplő és vezető producer - (1 epizód)                                   |
| 2019      |                             | Chad Goes Deep                | önmaga                                     | 2 epizód                                                                     |
| 2021      | Stan Lee szuperhősképzője   | Superhero Kindergarten        | Arnold Armstrong / Bátor kapitány (hangja) | - 26 epizód - vezető producer (1 epizód) - magyar hangja: - Reviczky Gábor   |
| 2022      |                             | Little Demon                  | kvíz házigazdája (hangja)                  | 1 epizód                                                                     |
| 2023      | FUBAR                       | FUBAR                         | Luke Brunner                               | - főszereplő (16 epizód) - vezető producer - magyar hangja: - Reviczky Gábor |

### Videóklipek
A Guns N’ Roses You Could Be Mine című dala elhangzik a Terminátor 2. – Az ítélet napja című filmben. A dal videóklipjében Schwarzenegger a T-800-as szerepében tűnik fel. A klipben egyrészt a már elkészült filmből vettek át jeleneteket, másrészt eredeti felvételek is készültek kifejezetten a videókliphez.
A Bon Jovi 2000-es Say It Isn't So című dalának klipjében Schwarzenegger önmagát alakítja, az AC/DC együttes Big Gun című számának klipjében Az utolsó akcióhős című film főszereplőjeként, Jack Slaterként látható.

## Fordítás
Ez a szócikk részben vagy egészben  az   Arnold Schwarzenegger filmography című angol Wikipédia-szócikk ezen változatának fordításán alapul.  Az eredeti cikk szerkesztőit annak laptörténete sorolja fel. Ez a jelzés csupán a megfogalmazás eredetét és a szerzői jogokat jelzi, nem szolgál a cikkben szereplő információk forrásmegjelöléseként.